# 新蓋特機器人
《新蓋特機器人》，由永井豪、石川賢原作的機械人動畫原創動畫錄影帶。

## 概要
蓋特機器人系列的第三部OVA作品。這是石川賢仍在世時最後一部蓋特機器人動畫化作品。本作的特色是還原了漫畫版《蓋特機器人》對於無政府狀態和暴力的描寫，另外故事骨幹方面，由於石川賢受到SF時代劇的影響，使得他描寫本作時有別於其他蓋特機器人的影視作品。
作為主角機的蓋特機器人亦採用了與以往不同的機體設計（以往機設的蓋特機器人、蓋特機器人G、蓋特機器人號也有登場，但在本作則命名為「試作型蓋特」。另外還有來自異世界的蓋特機器人。）

## 故事簡介
世界上有些人類突然長出了角或獠牙，它們就是自古流傳下來，傳說中的生物“鬼”。
早乙女博士是蓋特線研究領域的領軍人物，為了與鬼對抗，開發了由蓋特線驅動的巨型機器人「蓋特機器人」，但試作型的蓋特機器人仍無法與鬼對抗，為了新型蓋特機器人開發，他需要找到3名夠資格操控它的駕駛員。
第一個是空手道達人，但被驅逐出空手道界的「流龍馬」。第二個是恐怖組織的頭目「神隼人」。第三個是因暴力行為而被感化出家的僧侶「武藏坊弁慶」。三人為了各自的理由，開始駕駛蓋特投入到與鬼的戰鬥中。

## 登場人物
流龍馬（聲：石川英郎）
神隼人（聲：内田直哉）
武藏坊弁慶（聲：梁田清之）
早乙女博士（聲：有本欽隆）
早乙女達人（聲：山野井仁）
早乙女美智流（聲：本田貴子）
源賴光（聲：朴璐美）
安倍晴明（聲：子安武人）
多聞天（聲：玄田哲章）
廣目天（聲：郷里大輔）
持国天（聲：銀河万丈）
增長天（聲：屋良有作）

## 登場機械
蓋特機器人
試作型蓋特（早乙女達人搭乘機體）
試作型蓋特（達人機同型的其他機）
試作型蓋特（與本来的蓋特不同的型號）
巨大飛龍（「蓋特機器人全書」設定資料）
寄せ集めゲッター（正式名称不明）
鬼獸
鬼獸王
清明機械

## 工作人員
- 企画 - DYNAMIC企畫
- 原作 - 永井豪、石川賢
- 監督 - 川越淳
- 系列構成 - 大西信介
- 角色設計 - 鈴木藤雄
- 機械設計 - 田中良
- 美術 - 宮野隆
- 色彩設計 - 原田幸子
- 攝影 - 月岡敦夫
- 編集 - 田熊純
- 音樂 - 信田かずお
- 音樂製作 - 井上俊次
- 音響監督 - 岩浪美和
- 音響效果 - 神保大介
- 音響製作 - 中野徹
- 製作人 - 徳原八州、水野さつき、永井一巨、森本浩二
- 制作協力 - Dynamic企畫、Bee Media、Animax Broadcast Japan
- 動畫制作 - Brain's Base
- 制作 - 新早乙女研究所

## 音樂

### 主題曲
片頭曲：「DRAGON」
作詞：影山浩宣 / 作曲、編曲：須藤賢一 / 主唱：JAM Project
片尾曲：「No Serenity」
作詞：影山浩宣 / 作曲、編曲：河野陽吾 / 主唱：JAM Project featuring 影山浩宣、遠藤正明、福山芳樹

### 插曲
WARRIOR
作詞：影山浩宣 / 作、編曲：河野陽吾 / 主唱：影山浩宣
SAGA
作詞：影山浩宣 / 作、編曲：河野陽吾 / 主唱：遠藤正明

作詞・作曲：影山浩宣 / 編曲：須藤健一 / 主唱：福山芳樹
DEEP RED
作詞：奥井雅美 / 作曲：影山浩宣 / 編曲：河野陽吾 / 主唱：北谷洋
Gods
作詞、作曲：影山浩宣 / 編曲：須藤健一 / 主唱：串田晃

作詞：奥井雅美 / 作、編曲：須藤健一 / 主唱：水木一郎

## 各話標題
| 話数   | 標題 | 腳本     | 分鏡              | 演出         | 作画監督        |
| ------ | ---- | -------- | ----------------- | ------------ | --------------- |
| 第1話  |      | 大西信介 | -                 | 川越淳       | 鈴木藤雄 田中良 |
| 第2話  |      | 大西信介 | 菱田正和 戸部敦夫 | 菱田正和     | 戸部敦夫        |
| 第3話  |      | 大西信介 | 川越淳            | 下司康弘     | 菊池晃          |
| 第4話  |      | 大西信介 | 佐野隆史          | 川越淳       | 石川晋吾        |
| 第5話  |      | 大西信介 | ひいろゆきな      | 菱田正和     | 田中良          |
| 第6話  |      | 大西信介 | 川越淳            | 下司康弘     | 鈴木藤雄        |
| 第7話  |      | 大西信介 | 菱田正和          | 菱田正和     | 戸部敦夫        |
| 第8話  |      | 大西信介 | 川越淳            | 下司康弘     | 菊池晃 鈴木藤雄 |
| 第9話  |      | 大西信介 | ひいろゆきな      | ひいろゆきな | 田中良          |
| 第10話 |      | 大西信介 | -                 | 川越淳       | 大久保修        |
| 第11話 |      | 大西信介 | 西森章            | 菱田正和     | 戸部敦夫        |
| 第12話 |      | 大西信介 | ひいろゆきな      | ひいろゆきな | 大木賢一 菊池晃 |
| 第13話 |      | 大西信介 | 川越淳            | 下司康弘     | 鈴木藤雄 田中良 |

## 播放電視台
| 播放地區 | 播放電視台   | 播放日期                     | 播放時間                   | 所屬聯播網     | 備註       |
| -------- | ------------ | ---------------------------- | -------------------------- | -------------- | ---------- |
| 日本全域 | BS11 Digital | 2010年10月9日 - 2011年1月1日 | 星期六 23時00分 - 23時30分 | BS Digital放送 | 「ANIME+」 |

## 遊戲
超級機械人大戰NEO（Wii）
本作是首次在《超級機械人大戰系列》裏由石川配流龍馬、內田配神隼人的作品。不過兩位之前已試過在Another Century's Episode 3 THE FINAL替《真蓋特機器人 世界最後之日》的龍馬、隼人配音。

## 外部連結
- 新蓋特機器人官方網站 （页面存档备份，存于）